# Aníbal Acevedo Santiago
Aníbal Acevedo Santiago (San Juan, Puerto Rico, 28 de abril de 1971) es un deportista olímpico puertorriqueño que compitió en boxeo, en la categoría de peso wélter y que consiguió la medalla de bronce en los Juegos Olímpicos de Barcelona 1992.

## Palmarés internacional
| Juegos Olímpicos | Juegos Olímpicos   | Juegos Olímpicos  | Juegos Olímpicos |
| Año              | Lugar              | Medalla           | Prueba           |
| ---------------- | ------------------ | ----------------- | ---------------- |
| 1992             | Barcelona (España) | Medalla de bronce | Peso wélter      |